# Integra Air
Integra Air — колишня канадська авіакомпанія місцевого значення зі штаб-квартирою в місті Летбридж (Альберта), виконує регулярні пасажирські і вантажні рейси в Міжнародний аеропорт Едмонтон і чартерні перевезення в аеропорти Північної Америки. Припинила діяльність 31 серпня 2018.

## Історія
Авіакомпанія Integra Air була утворена в 1998 році і почала свою діяльність з виконання регулярних пасажирських рейсів між містами Летбридж та Едмонтон.
У вересні 2005 року маршрутна мережа регулярних перевезень авіакомпанії була розширена містами Ванкувер і Ебботсфорд (Британська Колумбія), однак вже через місяць Integra Air вивела з мережі аеропорти Західного узбережжя Канади, пославшись на «хижацьку політику ціноутворення» магістрального авіаперевізника Air Canada.

## Флот
Станом на лютий 2010 року повітряний флот авіакомпанії Integra Air становили такі літаки:
- 1 PA-31T Cheyenne
- 2 Handley Page Jetstream 31
- 1 Cessna 172L